# Zawidów
Zawidów (in tedesco Seidenberg) è una città polacca del distretto di Zgorzelec nel voivodato della Bassa Slesia.
Ricopre una superficie di 6,07 km² e nel 2007 contava 4 481 abitanti.